# New Westminster
New Westminster ist eine Stadt in der Metropolregion Vancouver in British Columbia, Kanada.

## Geografie
New Westminster liegt auf der Burrard-Halbinsel am Nordufer des Fraser River. Die Stadt liegt 19 Kilometer von Vancouver entfernt und grenzt an Burnaby, Coquitlam und an Surrey. Die Stadt hat eine Fläche von 15,3 km².

## Geschichte
1859 wurde New Westminster die erste Hauptstadt der neuen Kolonie British Columbia (offiziell incorporated als City of New Westminster am 16. Juli 1860). Königin Victoria wählte den Namen, weil Westminster ihr Lieblingsstadtteil in London war. Dadurch bekam New Westminster den Spitznamen die königliche Stadt. New Westminster ist die älteste Gemeinde der Provinz, noch vor Victoria als zweitältester Gemeinde der Provinz.
Die Canada West Universities Athletic Association (CWUAA) hat ihren Sitz in New Westminster.

## Demographie
Der Zensus im Jahr 2021 ergab für die Stadt eine Bevölkerung von 78.916 Einwohnern, nachdem der Zensus im Jahr 2016 für die Gemeinde noch eine Bevölkerung von nur 70.996 Einwohnern ergeben hatte. Die Bevölkerung hat damit im Vergleich zum letzten Zensus im Jahr 2016 stärker als der Trend in der Provinz um 11,2 % zugenommen, während der Provinzdurchschnitt bei einer Bevölkerungszunahme von 7,6 % lag. Im letzten Zensuszeitraum von 2011 bis 2016 hatte die Bevölkerung auch überdurchschnittlich um 7,6 % zugenommen, bei einer durchschnittlichen Bevölkerungszunahme von 5,6 % in der Provinz.
Im Rahmen des „Census 2021“ wurde für die Gemeinde ein Medianalter von 40,4 Jahren ermittelt. Das Medianalter der Provinz lag 2021 bei 42,8 Jahren. Das örtliche Durchschnittsalter lag bei 41,9 Jahren, bzw. bei 43,1 Jahren in der Provinz. Beim „Census 2016“ wurde für die Gemeinde noch ein Medianalter von 41,5 Jahren ermittelt und für die Provinz von 43,0 Jahren, sowie ein örtliches Durchschnittsalter von 41,8 Jahren bzw. von 42,3 Jahren in der Provinz.

## Söhne und Töchter der Stadt
Zu den herausragendsten Persönlichkeiten von New Westminster gehören unter anderem Richard McBride (1870–1917, u. a. Premierminister der Provinz British Columbia), A. R. McCabe (1896–1986, u. a. Vizegouverneur des US-Bundesstaates Idaho), Sheila Watson (1909–1998, Schriftstellerin) und „Bob“ Thirsk (* 1953, Astronaut).